# Deck 16
Deck 16 (с англ. — «Палуба 16», др. названия: Deck 17, Deck, а также вариации с префиксом «DM-») — игровая карта, встречающаяся во всех играх серии Unreal Tournament и в Unreal 1998 года. Карта представляет собой сложную систему из платформ, коридоров и мостиков, она предназначена для режима deathmatch. Deck 16, наряду с Facing Worlds, попала в список десяти самых влиятельных карт многопользовательских шутеров по версии телеканала G4. Она также попала в список «восьми легендарных карт» немецкого GameStar.
Во всех играх Unreal Tournament на этой карте играет трек «Go Down» или его ремиксы.

## Характеристика

### История
Deck 16 впервые появилась в Unreal в 1998 году, позже была доработана и появилась в Unreal Tournament (1999). Далее карта перешла в Unreal Tournament 2003 и Unreal Tournament 2004: изменению подвергся круговой коридор, который стал действительно круговым, вместо кислоты была разлита лава. В 2007 году вновь появилась в Unreal Tournament 3, где среди изменений, в основном, графика. В невыпущенной игре Unreal Tournament карта представляет собой версию из Unreal Tournament.

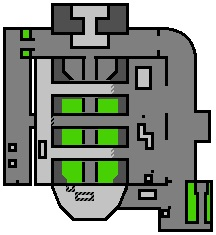
Схема уровня (версия UT99, вид «сверху»). Зелёным обозначена кислота.

### Unreal Tournament 2004
В самом верху уровня находится снайперская позиция со снайперской винтовкой, рядом с ней располагается узкая длинная платформа с тремя ящиками, возле которых находится бонус в +50 брони, также тут располагается биоружьё. Два мостика соединяют эту платформу со средней платформой, тут располагается линк-ган и два дверных проёма, ведущих в круговой коридор, и мост до дверного проёма, через который можно попасть в другой конец кругового коридора. Под этим мостом имеется небольшая балка с +100 брони. Поперёк трёх мостов располагается ещё один. Один его конец ведёт к ещё одному входу в круговой коридор через комнату с двумя лифтами, вверху комнаты есть секретная платформа с редимером, попасть туда можно только при помощи телепортации; имеется утолщение около входа в эту комнату, где встречается миниган. Другой конец центрального моста ведёт к полукруглому вырезу из стены, тут есть шоковое ружьё и усилитель урона на трёх ящиках, до него можно добраться спрыгнув с платформы выше. Рядом есть вход в круговой коридор через комнату с биоружьём.
Круговой коридор. Рядом с усилителем урона находится комната с небольшим мостиком (справа-снизу на схеме), окружённым лавой, он ведёт к флаку. Дальше по коридору находится те два дверные проёмы, напротив них небольшая комната в возвышенностью, тут располагается ракетница. Пройдя через комнату с лифтами, игрок видит небольшой подъём вверх, где расположена снайперская винтовка (слева-сверху на схеме). Дальше можно заметить флак, следующая комната — та комната с биоружьём рядом с усилителем урона. Тут круг замыкается.
В комнате с лифтами есть бонус на +50 брони, отсюда можно попасть на нижнюю часть уровня. В нижней части комнаты с лифтами имеется шоковое ружьё, с двух сторон можно пройти к бассейну с магмой. Здесь имеются небольшие платформы по бокам, по которым можно ходить, и труба с паром, благодаря которому можно подняться наверх, ракетница и телепорт, ведущий в секретную комнату с редимером, туда можно попасть и при помощи транслокатора.